# فابریسیو فوئنتس
فابریسیو فوئنتس (انگلیسی: Fabricio Fuentes؛ زادهٔ ۱۳ اکتبر ۱۹۷۶) بازیکن سابق فوتبال اهل آرژانتین است که در پست مدافع میانی بازی می‌کرد.
وی همچنین در تیم ملی فوتبال آرژانتین بازی کرده‌است.